# Вице-президент Индии
Вице-президент Индии (англ. Vice President of India, хинди भारत के उपराष्ट्रपति) — второе по значимости должностное лицо в исполнительной власти Индии. Вице-президент замещает президента в случае невозможности исполнения последним своих обязанностей по причине смерти, отставки, импичмента или других ситуациях. Вице-президент Индии также является по должности председателем Раджья сабхи (верхней палаты парламента Индии).
Статья 66 Конституции Индии указывает порядок избрания вице-президента: он избирается коллегией выборщиков, состоящей из членов обеих палат парламента. Первым в должность вице-президента Индии вступил Сарвепалли Радхакришнан в 1952 году.
Действующий вице-президент Индии — Джагдип Дханкхар.